# Battaglia di Arausio
La battaglia di Arausio fu combattuta il 6 ottobre 105 a.C. nell'odierna città francese di Orange, in Provenza, fra l'esercito romano e le tribù nomadi di alcuni popoli germanici, Cimbri e Teutoni, i più numerosi, accompagnati dagli Ambroni e dai Tigurini.

## Contesto storico
L'Esercito di Roma era comandato dal Console Gneo Mallio Massimo, un homo novus, e dal Proconsole per la Gallia Quinto Servilio Cepione, che era stato Console l'anno precedente ed esponente dell'aristocrazia. 

### La battaglia
Lo scontro, avvenuto nei pressi di Arausio nella Gallia Transalpina, succedeva di soli due anni la disfatta di Agen, che aveva già messo in evidenza le difficoltà dei Romani nel combattere in luoghi poco conosciuti e contro popolazioni così bellicose. 
La differenza di status tra i due comandanti generò mancanza di coordinazione e dissidi, che inevitabilmente ebbero ripercussioni durante le manovre. L'esito fu infatti disastroso: in termini di perdite numeriche la battaglia di Arausio fu la peggiore sconfitta subita dagli eserciti di Roma nella propria storia (le perdite furono infatti maggiori che nella ben più famosa battaglia di Canne contro Annibale). 
La disfatta aprì appunto le porte della Gallia Narbonense e dell'Italia ai Teutoni e ai Cimbri. Alla sconfitta di Cepione è legata una tradizione semi-leggendaria, che la vorrebbe causata dal suo furto sacrilego dell'Aurum Tolosanum (l'Oro di Tolosa), il presunto bottino proveniente dal santuario di Apollo a Delfi, saccheggiato durante la spedizione celtica in Grecia.
Cicerone nel De natura deorum cita il modo di dire "aurum habet Tolosanum" per intendere quelle disgrazie che derivano dal guadagno tratto in modo empio.
Questa tremenda sconfitta verrà poi vendicata da Gaio Mario nelle successive celebri battaglie (battaglia di Aquae Sextiae e battaglia dei Campi Raudii) che posero definitivamente fine all'espansione dei Teutoni e dei Cimbri verso l'Italia.